# Anchorophorus sinensis
Anchorophorus sinensis är en plattmaskart. Anchorophorus sinensis ingår i släktet Anchorophorus och familjen Anchorophoridae. Inga underarter finns listade i Catalogue of Life.